# Granville (Wirginia Zachodnia)
Granville – miasto w Stanach Zjednoczonych, w stanie Wirginia Zachodnia, w hrabstwie Monongalia.